# Jean Roba
Jean Roba (* 28. Juli 1930 in Schaerbeek bei Brüssel; † 14. Juni 2006 in Brüssel) war ein belgischer Comiczeichner.

## Werdegang
Nach der Schule begann Roba eine Ausbildung als Werbegraphiker. Anfang der 1950er war er Leiter der graphischen Abteilung einer belgischen Werbeagentur. Nach Feierabend besuchte er 12 Jahre lang Zeichenkurse an der Brüsseler Hochschule und erhielt eine akademische Ausbildung zum Zeichner. Er arbeitete mit André Franquin, Jidéhem, Yvan Delporte, Maurice Tillieux und Vicq zusammen.
Seine bekanntesten Figuren sind Boule & Bill (in Deutschland auch als „Schnieff und Schnuff“ bekannt), die seit 2003 von Laurent Verron weitergeführt werden. Die Rasselbande (fr.: La Ribambelle, in Deutschland auch als „Die Sechs“ bekannt) stammt ebenfalls aus der Feder von Roba.

## Werke
- Onkel Paul (1958)
- Spirou und Fantasio (1958–1959)
- Boule & Bill (1959–2001)
- Die Rasselbande (1962–1976)